# Amt Trave-Land
Het Amt Trave-Land is een Amt in de Duitse deelstaat Sleeswijk-Holstein. Het omvat 27 gemeenten in de Kreis Segeberg. Het bestuur voor het Amt is gevestigd in  Bad Segeberg, dat zelf geen deel uitmaakt van het Amt.

## Deelnemende gemeenten
1. Bahrenhof
2. Blunk
3. Bühnsdorf
4. Dreggers
5. Fahrenkrug
6. Geschendorf
7. Glasau
8. Groß Rönnau
9. Klein Gladebrügge
10. Klein Rönnau
11. Krems II
12. Negernbötel
13. Nehms
14. Neuengörs
15. Pronstorf
16. Rohlstorf
17. Schackendorf
18. Schieren
19. Seedorf
20. Stipsdorf
21. Strukdorf
22. Travenhorst
23. Traventhal
24. Wakendorf I
25. Weede
26. Wensin
27. Westerrade